# Phymatostetha kedahana
Phymatostetha kedahana är en insektsart som beskrevs av Victor Lallemand 1932. Phymatostetha kedahana ingår i släktet Phymatostetha och familjen spottstritar. Inga underarter finns listade i Catalogue of Life.